# Cult (serie de televisión)
Cult es una serie de televisión estadounidense transmitida por la cadena The CW. La serie se centra en un bloguero y periodista y una asistente de producción, que investigan una serie de misteriosas desapariciones que están vinculados a una popular serie de televisión llamada Cult. Se estrenó en el 19 de febrero de 2013.
El 10 de abril de 2013, The CW anunció la cancelación de Cult tras índices de audiencia decepcionantes. Los episodios restantes saldrán al aire de manera doble los viernes empezando el 28 de junio de 2013.
La serie fue cancelada por The CW después de la primera temporada.

## Argumento
La serie sigue a Jeff (Matthew Davis), un periodista bloguero, y Skye (Jessica Lucas), una ayudante de producción en una serie de televisión muy popular llamada Cult, mientras investigan a los fanes de la serie, que puede que recreen los crímenes cometidos en la serie.

## Reparto

### Reparto principal
- Matthew Davis es Jeff Dean Sefton.
- Jessica Lucas es Skye Yarrow.
- Alona Tal es Marti Gerritsen.
- Robert Knepper es Roger Reeves.

### Elenco recurrente
- Marie Avgeropoulos es Kirstie.
- Christian Cooper es Andy.
- Andrew Leeds es Kyle Segal.
- Ben Hollingsworth es Peter Grey.
- Stacey Farber es E.J.

## Episodios
1. You're Next
2. In the Blood
3. Being Billy
4. Get with the Program
5. The Kiss
6. The Good Fight